# 谷間世代
谷間世代（たにませだい）あるいは谷間の世代とは、人間のある世代に関する統計値が前後の世代に対して低下傾向を示す（グラフを描くと谷のように見える）ような場合に、当該の世代を指して用いられる用語である。

## 人口における谷間
出生率の変動に伴って、ある世代の人口が前後に比べて減少することがある。
例として、日本の人口を世代別に集計してグラフ化すると、第一次ベビーブーム（団塊の世代）の1947年〜1949年の後、（ポスト団塊世代）の1950年〜1952年で段階的に落ち込み、1953年から「丙午ショック」の1966年にかけては出生率が落ち込んで横這いになっている。
人口はその後、所得倍増計画を達成した1967年（昭和42年）から第二次ベビーブームの1971年〜1974年生まれに向けて漸増していくため、1953年〜1966年生まれが谷間を形成している。このことから、1953年〜1966年生まれが「谷間世代」と称されることがある。
1966年同様に「丙午」に当たる1906年生まれも谷を描いたが、これは特定の1年に限定された現象であり、世代と呼ばれることはほとんどない。

## 制度上の谷間
制度変更などが原因で、ある世代に行政サービスの欠落が生じることがあり、こうした状況に置かれた世代を谷間世代と呼ぶことがある。
例として、日本の予防接種法が1994年に改正されたことが挙げられる。これ以前は医療関係者の間では、1962年4月2日～1979年4月1日生まれの男性は風疹を受けていない事を『空白世代』又は『谷間世代』と呼ぶ。女性のみが中学校期において風疹の集団予防接種を受けることになっていたが、改正後は男女とも1歳～7歳半の間までに定期接種する方法に変更された。特にこの年代の女性が結婚・出産時期に入る2000年以降、妊娠時の風疹感染による胎児への影響などが懸念されるようになった。
また、介護保険制度においても、要介護に相当する状況でありながら制度上65歳になるまで介護認定を受けられない谷間世代が発生し、問題とされた。

## 2005年は出生数及び出生率谷間
出生率の低下はそれ以降も続き、2005年には史上最低の1・26(1・26ショック)を記録した。その後は若干回復傾向にあるが、出生数減少にブレーキをかけるには至っていない。また、上下5年間の（2000年〜2004年、2006年〜2010年）出生数よりも13万〜1万人少ない。2011年以降よりかは出生数が多いものの、2005年は、出生率が低い為過去更新を継続し続ける。　
厚生労働省は2023年6月2日、2022年人口動態統計月報年計（概数）を発表した。出生数は前年より4万875人少ない77万747人。女性1人あたりの子供の数を示した「合計特殊出生率」は1.26と、2005年と並び過去最低となった。1.26とはいえ、2005年の出生数は106万2530人もあった。100万人以上も生まれている。一方、同出生率1.26でも2022年は77万人しか生まれていない。その為約27％も減少している。人数にして約30万人も減ったことになる。
理由としては、出生率はその計算の分母15-49歳女性の人口の増減の変化によるものであった。同じ1.26なのになぜそこまでの差があるのか？
それは、15-49歳の女性人口減少による物だという。団塊ジュニアの結婚時期であったはずの1990年半ば〜2000年初頭頃に第三次ベビーブームが起きなかった。一番の原因は、未婚化の進展、晩婚化の進展及び夫婦の出生力の低下。
仕事と子育てを両立できる環境整備の遅れや高学歴化、結婚・出産に対する価値観の変化、子育てに対する負担感の増大、及びバブル崩壊後の不況長期化や終身雇用制の崩壊に伴う経済的不安定の増大等が原因。社会の問題で2000年代に少子化が進行し、2005年には大きな影響を受けてしまった。2006年〜2010年頃までは、結婚を焦っていた団塊ジュニアが結婚ラッシュギリギリ行った為、2005年に谷間が大きく出来てしまった。
なお、2005年生まれは出生率の面での谷間であると同時にZ世代でもあり、一般的にはむしろ典型的なZ世代というイメージが強い。

## スポーツにおける谷間
スポーツに関するメディアで広く用いられる谷間世代という言葉は、主にその前後の世代に属する選手に対して目だった実績を挙げていない世代の選手層を指して用いることが多い。
例として、サッカー日本代表における1981年 - 1982年生まれが挙げられる。この年代はFIFA U-17世界選手権への出場権を獲得できなかったため（その前後に比べて）少年期の国際経験に乏しく、当初は選手育成・強化における谷間という意味で「谷間の世代」と呼ばれ、その後も成績不振が続いていたためそのように呼ばれた。